# Сан-Франсиско-де-лос-Ромо (муниципалитет)
Сан-Франсиско-де-лос-Ромо (исп. San Francisco de los Romo) — муниципалитет в Мексике, входит в штат Агуаскальентес. Административный центр — город Сан-Франсиско-де-лос-Ромо.

## История
В течение 133 лет здесь размещалась Асьенда де Сан-Блас де Пабельон. В 1879 году, в связи со сменой владельца, она была переименована в Сан-Франсиско де лос Ромо.
Изначально эти земли входили в муниципалитет Агуаскальентес. В первый раз местные жители обратились с петицией об образовании отдельного муниципалитета ещё в 1904 году, но им было отказано на том основании, что эти земли были тогда слишком слабо заселены. Следующая попытка была совершена в 1977 году, но и тогда ответ властей штата был негативным. Наконец, в 1983 году вопрос был поднят в третий раз, и после долгого рассмотрения был решён положительно, приведя к образованию муниципалитета в 1991 году.

## Состав
В 2010 году в состав муниципалитета входило 117 населённых пунктов. Крупнейшие из них:
| Русское название          | Испанское название        | Население, 2010 год |
| Всего в муниципалитете    | Всего в муниципалитете    | 35 769              |
| Сан-Франсиско-де-лос-Ромо | San Francisco de los Romo | 16 124              |
| Экс-Виньедос-Гуадалупе    | Ex-Viñedos Guadalupe      | 3499                |
| Макарио-Гомес             | Macario J. Gómez          | 2122                |
| Пуэртесито-де-ла-Вирхен   | Puertecito de la Virgen   | 1976                |
| Пасеос-де-ла-Провиденсия  | Paseos de la Providencia  | 1867                |